# Wioślarstwo na Letnich Igrzyskach Olimpijskich 1924 – ósemka mężczyzn
Wyścig ósemek ze sternikiem mężczyzn był jedną z konkurencji wioślarskich na Letnich Igrzyskach Olimpijskich 1924. Zawody odbyły się w dniach 15-17 lipca. W zawodach uczestniczyło 90 zawodników z 10 państw.

## Wyniki

### Półfinały
Półfinał 1
| Miejsce | Państwo         | Osada                                                                            | Osada                                                                | Czas   | Kwal. |
| ------- | --------------- | -------------------------------------------------------------------------------- | -------------------------------------------------------------------- | ------ | ----- |
| 1       | Wielka Brytania | Reginald Bare Edward Chandler Horace Debenham Hugh Dulley Ian Fairbairn          | John Godwin Arthur Long Harold Morphy Charles Rew                    | 6:04,0 | Q     |
| 2       | Belgia          | Arthur D’Anvers Gérard de Gezelle René De Landtsheer Albert Geinger Léon Lippens | Hippolyte Schouppe Robert Swartelé Jean Van Silfhout Marcel Wauters  |        | r     |
| 3       | Argentyna       | Julio Alles Alberto Anderson Francisco Borgonovo Tomas Cerrutti Federico Lecto   | Miguel Madero David Nolting Carlos Serantes Armando Trebucco         |        | r     |
| 4       | Francja         | Maurice Baudechon J. Betout Louis Carlier Michel Fourny                          | Henri Gatineau André Lancelot Henri Menard André Oriol Fernand Oriol |        |       |

Półfinał 2
| Miejsce | Państwo           | Osada                                                                           | Osada                                                              | Czas   | Kwal. |
| ------- | ----------------- | ------------------------------------------------------------------------------- | ------------------------------------------------------------------ | ------ | ----- |
| 1       | Stany Zjednoczone | Leonard Carpenter Howard Kingsbury Alfred Lindley John Miller James Rockefeller | Frederick Sheffield Laurence Stoddard Benjamin Spock Alfred Wilson | 5:51,0 | Q     |
| 2       | Kanada            | Arthur Bell Ivor Campbell Robert Hunter William Langford Harold Little          | John Smith Warren Snyder Norman Taylor William Wallace             |        | r     |
| 3       | Holandia          | Simon Bon Jacob Cremer Cornelis Eecen Antony Fennema Roelof Hommema             | Paul Maasland Hendrik Rijnders Gerrit Tromp Egbertus Waller        |        |       |

Półfinał 3
| Miejsce | Państwo   | Osada                                                                                          | Osada                                                       | Czas   | Kwal. |
| ------- | --------- | ---------------------------------------------------------------------------------------------- | ----------------------------------------------------------- | ------ | ----- |
| 1       | Włochy    | Antonio Cattalinich Francesco Cattalinich Simeone Cattalinich Giuseppe Crivelli Latino Galasso | Vittorio Gliubich Pietro Ivanov Bruno Sorich Carlo Toniatti | 6:06,0 | Q     |
| 2       | Australia | Frank Cummings Robert Cummings Henry Graetz William Jarvis Walter Pfeiffer                     | Arthur Scott William Sladden Arnold Tauber Edward Thomas    |        | r     |
| 3       | Hiszpania | Leandro Coll Jaime Giralt José Lasplazas José Martínez Ricardo Massana                         | Eliseo Morales Enrique Pérez Juan Riba Luis Omedes          |        |       |

### Repasaże
| Miejsce | Państwo   | Osada                                                                            | Osada                                                               | Czas   | Kwal. |
| ------- | --------- | -------------------------------------------------------------------------------- | ------------------------------------------------------------------- | ------ | ----- |
| 1       | Kanada    | Arthur Bell Ivor Campbell Robert Hunter William Langford Harold Little           | John Smith Warren Snyder Norman Taylor William Wallace              | 6:37,0 | Q     |
| 2       | Argentyna | Julio Alles Alberto Anderson Francisco Borgonovo Tomas Cerrutti Federico Lecto   | Miguel Madero David Nolting Carlos Serantes Armando Trebucco        |        |       |
| 3       | Australia | Frank Cummings Robert Cummings Henry Graetz William Jarvis Walter Pfeiffer       | Arthur Scott William Sladden Arnold Tauber Edward Thomas            | 6:47,0 |       |
| 4       | Belgia    | Arthur D’Anvers Gérard de Gezelle René De Landtsheer Albert Geinger Léon Lippens | Hippolyte Schouppe Robert Swartelé Jean Van Silfhout Marcel Wauters |        |       |

### Finał
| Miejsce | Państwo           | Osada                                                                                          | Osada                                                              | Czas   |
| ------- | ----------------- | ---------------------------------------------------------------------------------------------- | ------------------------------------------------------------------ | ------ |
| 1       | Stany Zjednoczone | Leonard Carpenter Howard Kingsbury Alfred Lindley John Miller James Rockefeller                | Frederick Sheffield Laurence Stoddard Benjamin Spock Alfred Wilson | 6:33,4 |
| 2       | Kanada            | Arthur Bell Ivor Campbell Robert Hunter William Langford Harold Little                         | John Smith Warren Snyder Norman Taylor William Wallace             | 6:49,0 |
| 3       | Włochy            | Antonio Cattalinich Francesco Cattalinich Simeone Cattalinich Giuseppe Crivelli Latino Galasso | Vittorio Gliubich Pietro Ivanov Bruno Sorich Carlo Toniatti        |        |
| 4       | Wielka Brytania   | Reginald Bare Edward Chandler Horace Debenham Hugh Dulley Ian Fairbairn                        | John Godwin Arthur Long Harold Morphy Charles Rew                  |        |